# 39/Smooth
39/Smooth је деби албум панк рок групе Грин деј, издат 1990. године као грамофонска плоча и касета за издавачку кућу Лукаут рекордс. Годину дана касније изашло је ЦД издање истог албума под називом 1,039/Smoothed Out Slappy Hours на коме су се појавиле и песме са претходно објављених ЕП албума.

## Списак песама
Све песме су написали чланови групе Грин деј.
Страна А
1. "" – 2:28
2. "" – 2:38
3. "" – 3:36
4. "" – 2:51
5. "" – 3:28

Страна Б
1. "" – 3:30
2. "16" – 3:24
3. "" – 3:35
4. "" – 3:05
5. "" – 2:34